# オートカー (雑誌)
『オートカー』（英語: Autocar）は、イギリスのヘイマーケット・メディア・グループが発行する週刊の自動車雑誌である。創刊は1895年で、「世界最古の自動車雑誌」と称している。中国、インド、ニュージーランド、南アフリカなどで国際版が刊行されている。

## 歴史

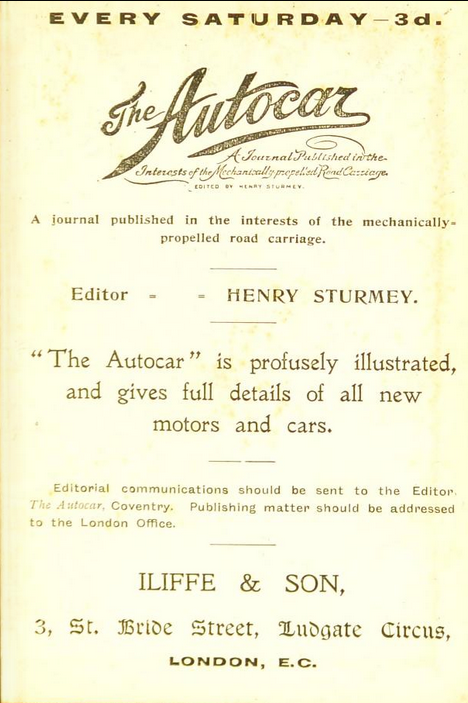
オートカーの1897年の広告

1895年11月2日にアイリフ社(Iliffe and Son Ltd.)によってThe Autocarとして創刊された。その当時のイギリスには自動車が6・7台くらいしかなかったと見られている。L・J・K・セトライトは、この雑誌は、デイムラーの創設者であり、この雑誌の初期の執筆者でもあったハリー・ジョン・ローソンのための宣伝組織としてヘンリー・スターメーが設立したものであると示唆している。スターメーは1901年に編集者を辞任し退社した。
オートカーは、同誌が1928年にオースチン・7を分析したときに世界初のロードテストを行ったと主張している。オートカーは、1970年代のストライキの期間を除いて、創刊以来毎週発行されている。1962年にタイトルをThe AutocarからAutocarに変更した。
1988年、オートカーは、1903年以来のライバル誌だった『モーター』(Motor)を吸収合併した。1988年9月7日号からタイトルがAutocar & Motorとなったが、1994年9月21日号でAutocarに戻った。

## 国際版
オートカーは世界中の出版社にライセンス供与されており、現在では中国、インド、インドネシア、日本、マレーシア、ベトナムなど、英国の他に15か国で出版されている。日本版の『オートカー・ジャパン』は2003年に創刊したが、2015年に休刊し、以降はWeb版のみの運営となっている。